# Louis Van Helshoecht
Louis Van Helshoecht (Duffel, 15 juli 1909 - Brussel, 19 januari 1981) was een Belgisch bestuurder.

## Biografie
Louis Van Helshoecht liep school aan het Sint-Romboutscollege in Mechelen en studeerde aan de Sociale School in Heverlee. Na het behalen van zijn diploma maatschappelijk assistent volgde hij met succes een licentie in de politieke en sociale wetenschappen aan de Katholieke Universiteit Leuven. In 1935 behaalde hij tevens het diploma van doctor in de rechten. Tijdens die studieperiode deed hij verschillende stages bij het ACV, de Internationale Arbeidsorganisatie in Genève en het ACW. 
Hij werd in 1938 secretaris van minister van Verkeerswezen Hendrik Marck. In 1941 maakte hij de overstap naar de Landsbond der Christelijke Mutualiteiten als adjunct-directeur van het nationaal secretariaat. In 1947 werd hij algemeen secretaris en directeur van de Landsbond. Samen met voorzitter Herman Kuypers leidde hij de reorganisatie van de christelijke mututaliteiten na de instelling van de verplichte verzekering. Na het plotse overlijden van Kuypers volgde hij hem in 1964 op als voorzitter, wat hij tot zijn pensioen in 1976 bleef. Robert Van den Heuvel volgde hem op.
Van 1948 tot 1963 was Van Helshoecht voorzitter van het bestendig comité en vanaf 1964 voorzitter van het beheerscomité van de dienst Geneeskundige zorgen van het RIZIV. Hij was tevens lid van de raden van bestuur van BAC en De Volksverzekering. In 1953 werd hij ook bestuurder van de ASLK en in 1963 censor van de Nationale Bank van België.